# 1913 aux États-Unis
Pour des articles plus généraux, voir Chronologie des États-Unis et 1913.
Chronologie des États-Unis
- 1909
- 1910
- 1911
- 1912
- 1913
- 1914
- 1915
- 1916
- 1917

Cette page concerne des événements d'actualité qui se sont produits durant l'année 1913 du calendrier grégorien aux États-Unis.

## Événements

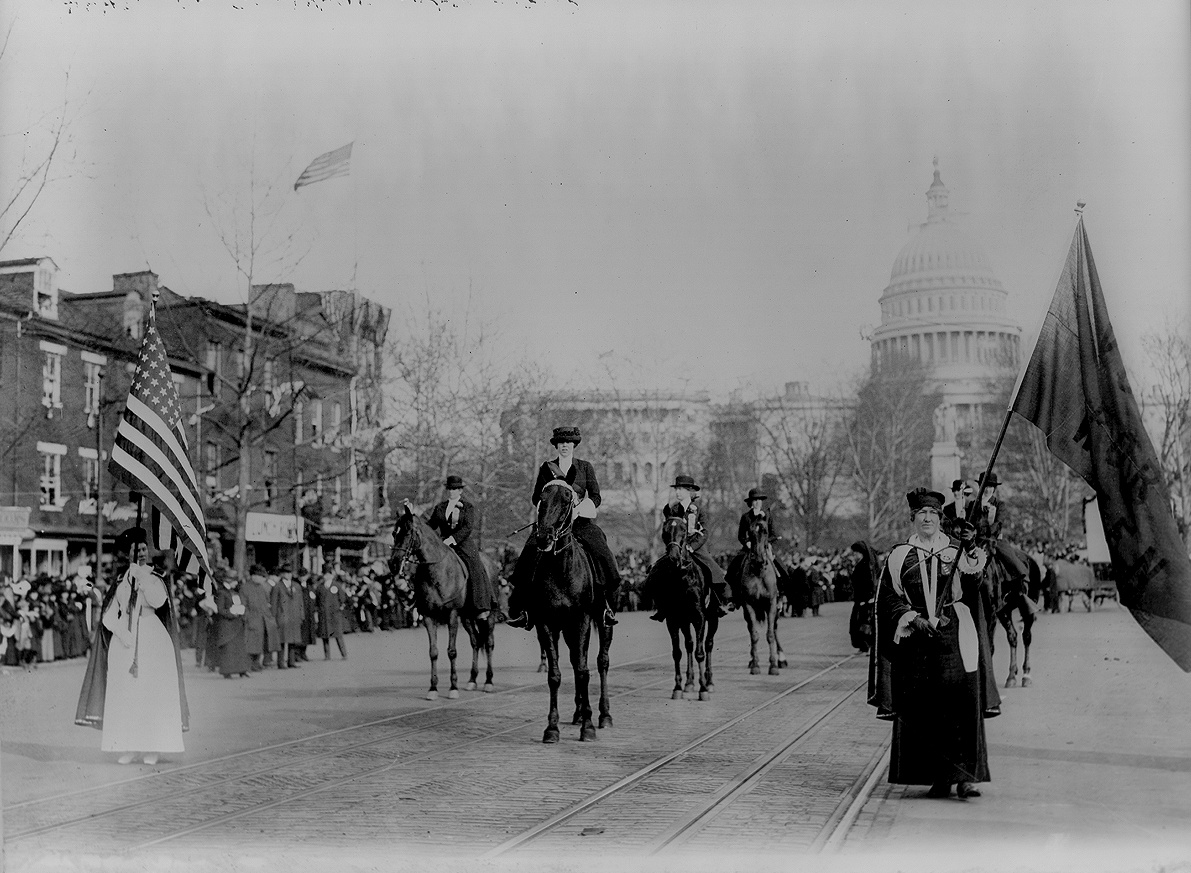
3 mars : marche des suffragettes à Washington, D.C.

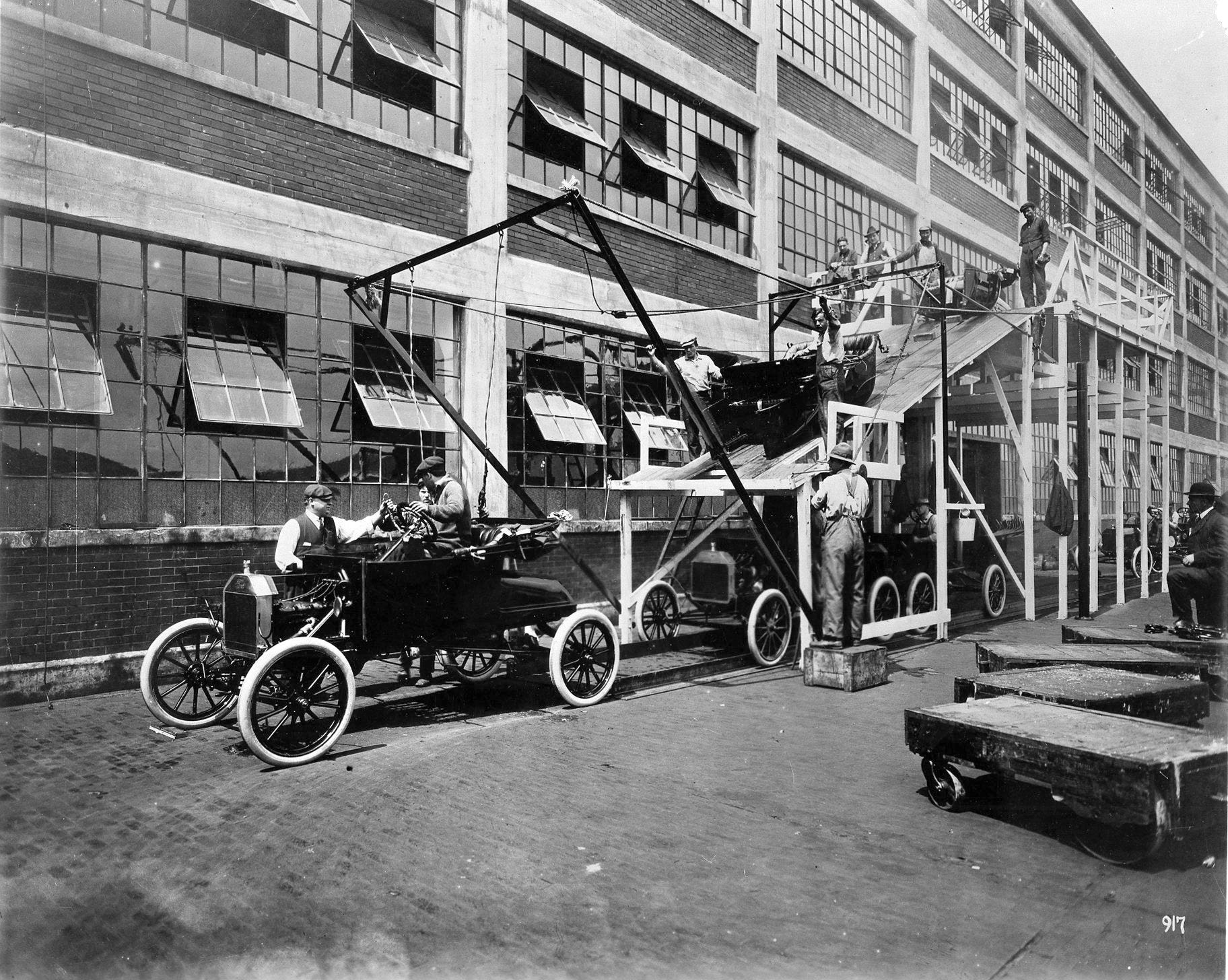
10 août : Ligne de montage des usines Ford

- Commission Pujo anti-trust, qui étudie la concentration des pouvoirs dans l’industrie bancaire. Commission sénatoriale sur les rapports sociaux.
- 2 février : inauguration de la Central Station à New York, la plus grande gare du monde.
- 3 février : ratification par les 3/4 des États du XVIe amendement de la constitution américaine. Désormais, le gouvernement des États-Unis aura la possibilité d'instaurer un impôt fédéral sur le revenu pour financer ses actions. Cette réforme fiscale est une véritable révolution constitutionnelle contribuant à la montée en puissance progressive du gouvernement fédéral avec cet impôt qui représentera 47 % de recettes fiscales en 2011.
- 3 mars : marche des suffragettes à Washington.
- 4 mars : début de la présidence du démocrate Thomas W. Wilson (fin en 1921).
- 7 mars : explosion de l’Alum Chine, navire qui explose près de Baltimore (Maryland) alors qu'il chargeait de la dynamite, tuant 33 personnes et en blessant 60 autres.
- Mars : Grande inondation à Dayton (Ohio) et dans l'ensemble du Midwest.
- 8 avril : XVIIe amendement : élection directe des sénateurs.
  - Grève des mines du charbon du Colorado. Les grévistes de Colorado Fuel & Iron Corporation, propriétés de la famille Rockefeller, sont expulsés des logements qu’ils occupent dans les villes possédées par la compagnie minière. Soutenus par la United Mine Workers Union, ils établissent des campements de tentes dans les collines voisines et maintiennent les piquets de grève. Les hommes de l’agence Baldwin-Felt detective effectuent des raids armés sur leurs campements et des grévistes sont assassinés. Le gouverneur du Colorado fait appel à la garde nationale, qui introduit des briseurs de grève de nuit et réprime les manifestations, aboutissant au massacre de Ludlow le 20 avril 1914.
- 14 mai : création de la Fondation Rockefeller
- 10 août : montage à la chaîne dans les usines de la Ford Motor Company : la productivité augmente de 400 %. Ford vend 178 000 automobiles en 1913 et 248 000 en 1914 (45 % de la production nationale).
- 26 août : inauguration du plus grand barrage du monde à Keokuk, en Iowa.
- Septembre : dépression économique à l’automne. Crise des affaires, déflation des prix agricoles, chômage, sous production dans l’industrie.
- 3 octobre : tarif Underwood (Revenue Act of 1913) : les droits de douane sont réduits à 30 % en moyenne. Les droits sur le fer, l’acier, la laine brute et le sucre sont annulés. Le nouvel impôt sur le revenu compense la chute des revenus douaniers. Il compte 7 tranches, de 1 % à 7 %. Le budget fédéral reste à l’équilibre.
- 7-10 novembre : tempête de 1913 sur les Grands Lacs.
- 23 décembre : Federal Reserve Act. Instauration du Système fédéral de Réserve, contrôlant l’ensemble du système bancaire. La loi vise à rendre plus élastique l’émission de monnaie par la création de douze banques fédérales de réserve et laisse, sous contrôle fédéral, les activités bancaires aux mains des intérêts privés. Les banques nationales sont autorisées à créer des filiales à l’étranger pour concurrencer le Royaume-Uni.